# 49. Münchner Sicherheitskonferenz

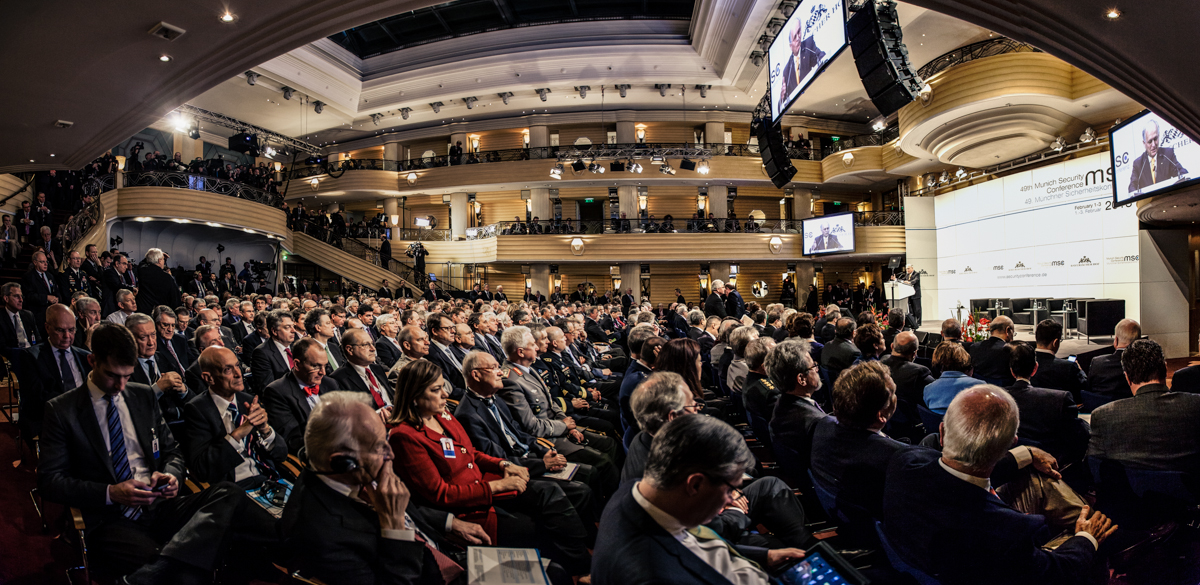
Eröffnungsveranstaltung der 49. Münchner Sicherheitskonferenz

Die 49. Münchner Sicherheitskonferenz fand vom 1. bis 3. Februar 2013 statt. An der Veranstaltung nahmen 400 führende Politiker und Manager, hohe Militärvertreter und Wissenschaftler teil. Hierzu zählten mehr als 90 Delegationen, ein Dutzend Staats- und Regierungschefs, 70 Außen- und Verteidigungsminister, zehn US-Senatoren, fünf EU-Kommissare, fünf Bundesminister sowie 60 Bundestagsabgeordnete und ebenso viele Vorstandsvorsitzende. Für die Veranstaltung waren rund 700 Journalisten akkreditiert.
Schwerpunkte der Konferenz waren die europäische Schuldenkrise, die Zukunft der transatlantischen Beziehungen, die Krisengebiete Mali und Naher Osten sowie Energiesicherheit und Cyber-Terrorismus.

## Eröffnungsrede
In seiner Eröffnungsrede betonte Bundesverteidigungsminister Thomas de Maizière die Rolle der Vereinigten Staaten als Garant für die Sicherheit Europas. Europa sei „vielleicht nicht der bestdenkbare Partner der USA in der Welt, aber der Bestmögliche“, so de Maizière. In seiner Rede forderte er eine bessere Kooperation in der verteidigungspolitischen Zusammenarbeit innerhalb der EU sowie zwischen EU und NATO.

## Europäische Schuldenkrise
Thema der Eröffnungsdebatte waren die Eurokrise und die Zukunft der Europäischen Union. Dabei zeigten sich Bundesfinanzminister Wolfgang Schäuble und Deutsche-Bank-Chef Anshu Jain überzeugt, dass der Höhepunkt der Krise überwunden sei. Schäuble warnte jedoch davor, Rettungsanstrengungen zu verringern und kritisierte eine weiterhin unzureichende Regulierung des Bankensektors. Jain beschrieb die Folgen des demographischen Wandels innerhalb Europas als gravierende Wachstumsbremse und forderte eine Liberalisierung des Arbeitsmarktes sowie eine Reform des Rentensystems. Der spanische Außenminister José Manuel García-Margallo bezeichnete in der Debatte Wachstum und Beschäftigung als zentrale Herausforderungen für die Zukunft Europas. Die litauische Präsidentin Dalia Grybauskaitė sprach sich für eine verbesserte Wettbewerbsfähigkeit der EU-Staaten aus.

## Transatlantische Beziehungen

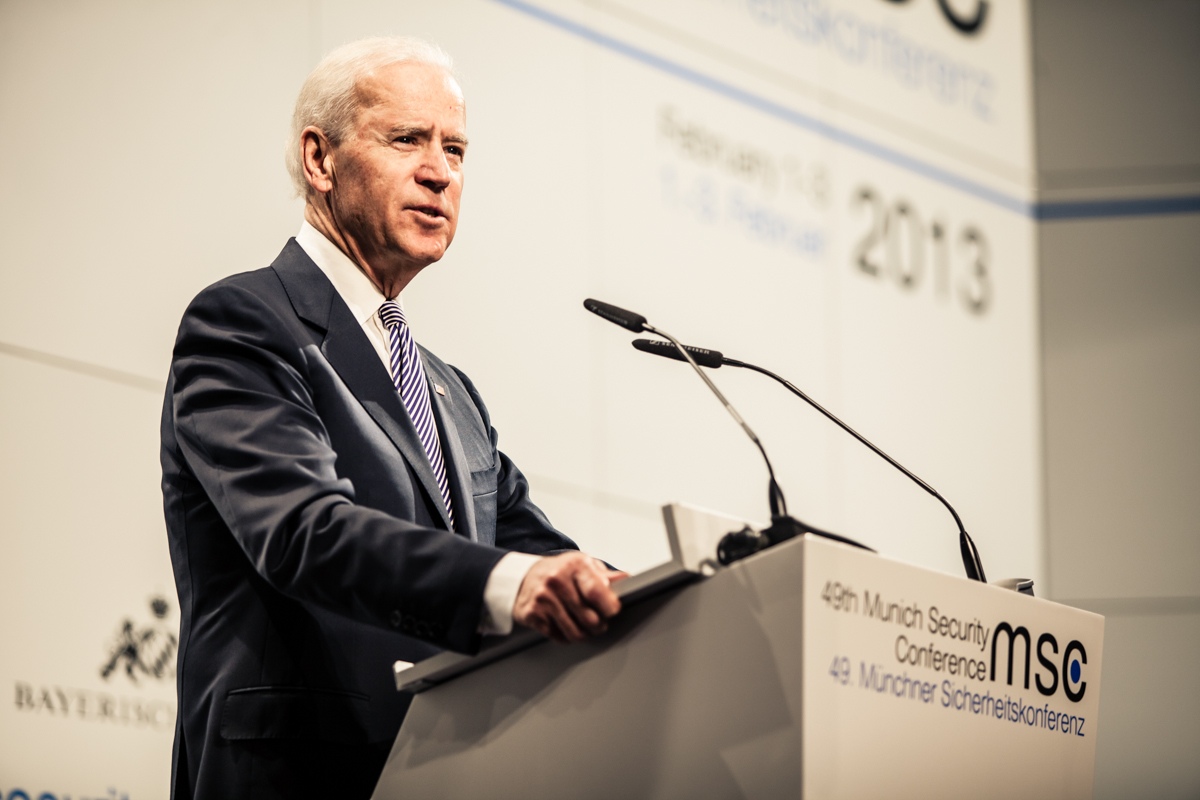
US-Vizepräsident Joe Biden auf der 49. MSC

Die Zukunft der transatlantischen Beziehungen war ein Schwerpunkt des zweiten Veranstaltungstages. In einer Rede gab der amerikanische Vizepräsident Joe Biden erstmals einen Ausblick auf die künftige Außenpolitik des kurz zuvor wiedergewählten US-Präsidenten Barack Obama. Zur Bedeutung Europas erklärte der US-Vizepräsident; „Europa ist der Eckpfeiler unseres Engagements auf der Welt und ein Katalysator für globale Zusammenarbeit.“ Für die USA seien die Europäer die „ältesten Freunde und engsten Verbündeten“, so Biden weiter, der sich in diesem Zusammenhang auch nachdrücklich für die Schaffung einer transatlantischen Freihandelszone aussprach. Er kündigte zudem Verbesserungen in den amerikanischen Beziehungen zu Russland an. Biden betonte in seiner Rede die Wichtigkeit einer Zusammenarbeit beider Staaten, verwies aber auch auf bestehende Differenzen bei Menschenrechten, dem Syrien-Konflikt oder dem europäischen Raketenabwehrsystem.
Den syrischen Staatschef Baschar al-Assad forderte Biden zum Rücktritt auf und verlangte ein Eingreifen der internationalen Gemeinschaft in dem Land. Eine militärische Intervention seines Landes lehnte er jedoch ab. Dem Iran bot der US-Vizepräsident direkte Verhandlungen über dessen Atomprogramm an.

## Syrien

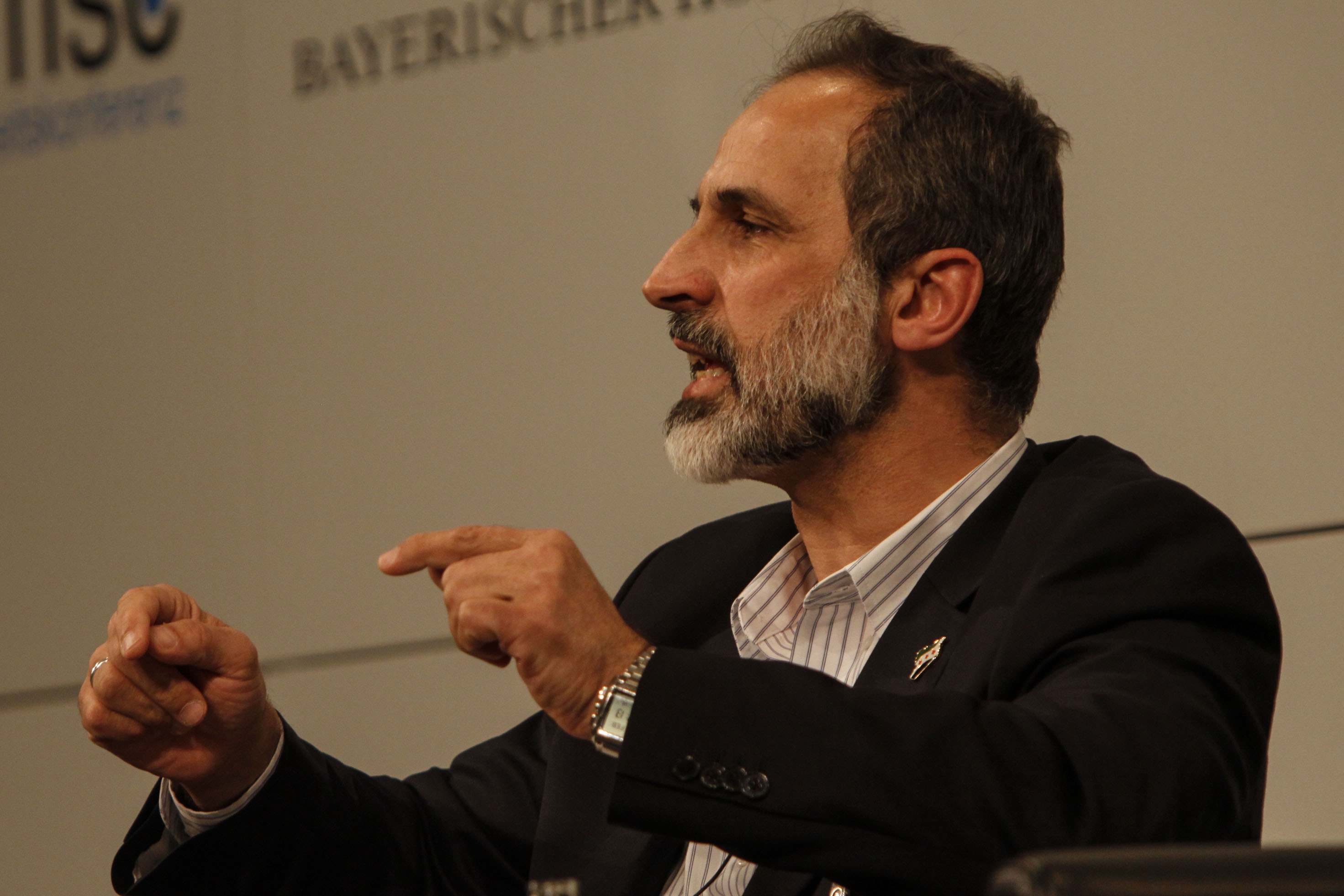
Moas al-Chatib, Präsident der syrischen Opposition, auf der Konferenz 2013

Der russische Außenminister Sergei Lawrow nahm zu Syrien eine zu Biden entgegengesetzte Position ein. Er erklärte, dass seine Regierung weiter zu Syriens Präsident Assad stehe, und sagte diesem auch künftig russische Unterstützung zu. Trotz der verhärteten Fronten zwischen den USA und Russland in der Syrien-Frage kam es während der Konferenz überraschend zu einem ersten Treffen zwischen Lawrow und dem Chef der syrischen Opposition, Moas al-Chatib. Dabei wurde al-Chatib von Lawrow nach Moskau eingeladen.

## Verhandlungen mit dem Iran
Im Rahmen einer Debatte am Abschlusstag der Konferenz erklärte der iranische Außenminister Ali Akbar Salehi die Bereitschaft seines Landes zur Annahme des amerikanischen Verhandlungsangebots zum iranischen Atomprogramm, jedoch verknüpft mit Bedingungen. Angesichts früherer Dialogankündigungen, die ohne konkrete Folgen blieben, wurde Salehis Ankündigung skeptisch aufgenommen. Unerwartet deutliche Kritik an der iranischen Politik übte im Verlauf der Konferenzdebatte der Vorsitzende des Auswärtigen Ausschusses im Deutschen Bundestag, Ruprecht Polenz, der den Iran als „nuklearpolitischen Geisterfahrer“ bezeichnete. Der scheidende israelische Verteidigungsminister Ehud Barak warnte auf der Sicherheitskonferenz vor „nuklearem Terror“ und einem Ende des Atomwaffensperrvertrages für den Fall, dass der Iran in den Besitz der Atombombe gelange. Barak bekräftigte die Entschlossenheit seines Landes, den Iran am Bau von Atomwaffen zu hindern.

## Cybersicherheit
Eine Podiumsdiskussion zur Cybersicherheit wurde begleitet von Meldungen zu Hackerangriffen, deren Opfer der Nachrichtendienst Twitter und wichtige amerikanische Zeitungen gewesen waren. Im Verlauf der Debatte stellte Bundesinnenminister Hans-Peter Friedrich den Entwurf eines IT-Sicherheitsgesetzes vor, welches für Betreiber kritischer Infrastrukturen eine Meldepflicht bei Hackerangriffen vorsah. Friedrich erklärte die Cybersicherheit zu einer entscheidenden Frage des 21. Jahrhunderts. Die zuständige EU-Kommissarin Neelie Kroes befürwortete ebenfalls eine Meldepflicht und verwies auf eine künftige EU-Richtlinie. Die Kommissarin betonte die Verantwortung jedes einzelnen Nutzers, zur Sicherheit im Internet beizutragen. Telekom-Chef René Obermann forderte betroffene Unternehmen zur Meldung von Cyberangriffen auf, da die Weitergabe von Informationen über Sicherheitsprobleme wesentlich zu ihrer Lösung beitrage. Für die Netze seines Unternehmens berichtete Obermann von 300.000 bis 400.000 Angriffen täglich.

## Weitere Themen
Weitere Themen der Konferenz waren unter anderem die Zukunft der Schutzverantwortung, digitale Diplomatie im Zeitalter der Social Media, die europäische Verteidigungspolitik sowie Sicherheit und Stabilität in Südosteuropa und dem Kaukasus.